# 이기연
이기연은 대한민국의 성우이다. 1994년 KBS에 입사했으며, 현재는 KBS 24기이다. 한국방송 성우극회 소속.

## 주요 출연작품

### 애니메이션
- 기상천외 오드 패밀리 (KBS) - 미스 딩
- 말괄량이 삼총사 (KBS) - 맨디
- 슈렉 2 (KBS) - 개구리
- 치킨 런 (KBS)

### 영화
- 어바웃 슈미트 (KBS) - 비키(코니 레이)